# 梅羅舒夫

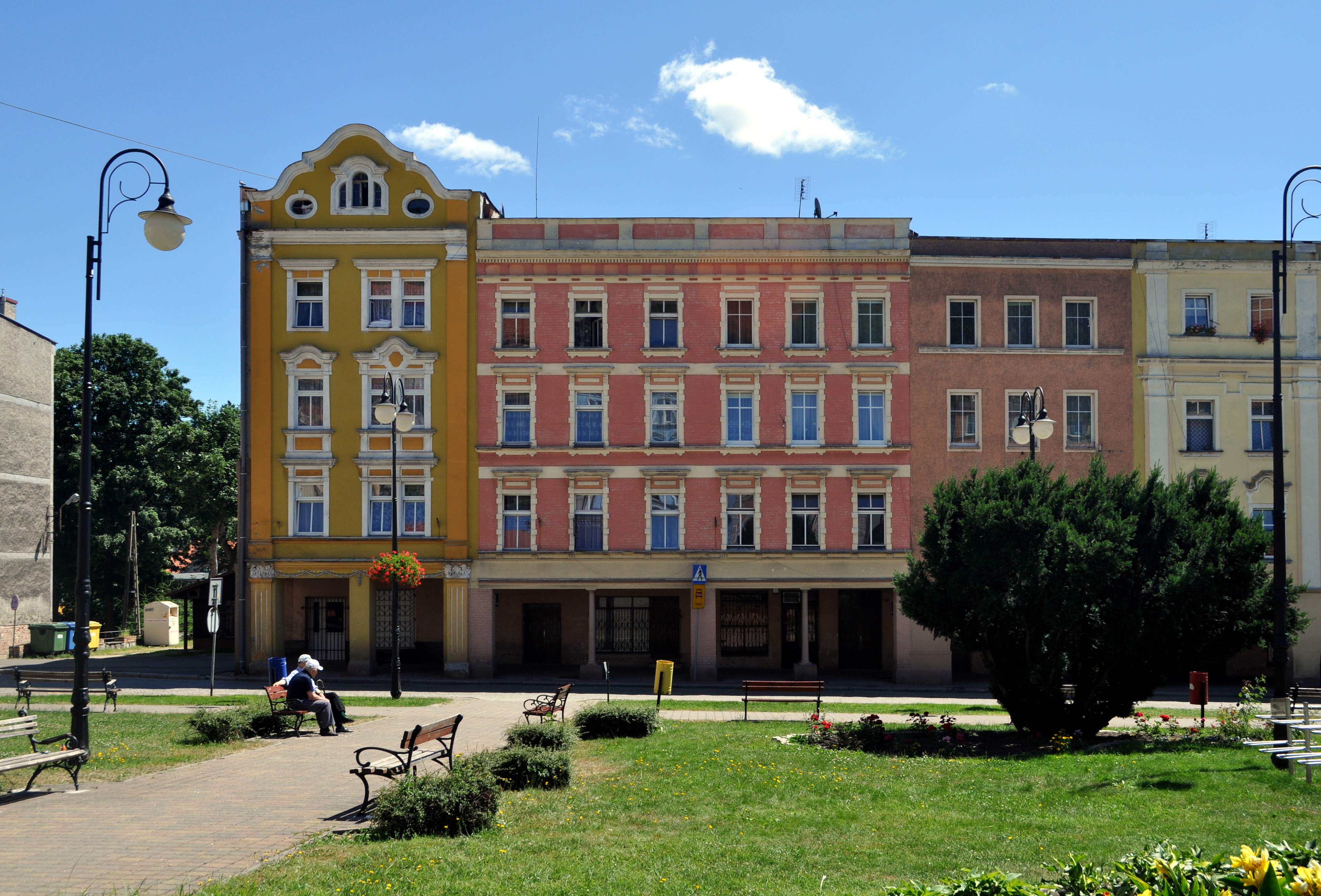
Mieroszów

梅羅舒夫（波蘭語：Mieroszów）是波蘭的城鎮，位於該國西部，毗鄰與捷克接壤的邊境，距離首府弗罗茨瓦夫79公里，面積10.31平方公里。該地由下西里西亞省負責管轄，人口數4,515人（2006年）。

## 外部連結
- Jewish Community in Mieroszów （页面存档备份，存于） on Virtual Shtetl

50°40′01″N 16°11′23″E / 50.66694°N 16.18972°E